# Castillo de Ouren
El Castillo de Ouren (en alemán: Burg Ouren) es un castillo en Ruinas en la localidad de Ouren en los cantones del este de Bélgica. Fue la sede ancestral del linaje de los nobles libres de Ouren.
Data del siglo XI cuando el sitio fue originalmente una fortaleza segmentada, un castillo fortificado con palas, un Bergfried y una capilla en la parte norte ubicada más alta de la colina. La muralla exterior con los edificios de servicios se encuentra en la zona sur.
Durante la Baja Edad Media, el castillo perdió su carácter fortificado gradualmente en favor del confort de vida de sus habitantes nobles. Entre 1535 y 1615, se produjeron diversas modificaciones. Tras su demolición por las tropas revolucionarias francesas en 1794 el castillo se convirtió en inhabitable y fue casi totalmente demolido a partir de 1845.